# Dmitrij Laptev
Dmitrij Jakovlevič Laptev (rus. Дмитрий Яковлевич Лаптев) (1701. –  sječanj 1771.) bio je ruski istraživač Arktika i viceadmiral (1762.). Tjesnac Dmitrija Lapteva nazvan je u njegovu čast, a Laptevsko more nazvano je u čast njemu i njegovom rođaku i kolegi istraživaču Arktika, Haritonu Laptevu.

## Rani život
Dmitrij Laptev je rođen u selu Bolotovo, u blizini Velikije Luki, 1701. godine. Godinu dana ranije njegov rođak Hariton Laptev rođen je u obližnjem Bolotovu. On i njegov bratić bili su neki od prvih učenika na Školi matematike i navigacijskih znanosti u Sankt-Peterburgu, koju je osnovao Petar Veliki. Nakon diplome, brzo je napredovao u mornaričkim činovima i postao mornarički časnik na nizu različitih brodova.

## Istraživanje Arktika
Dmitrij Laptev bio je poručnik u mornarici dodijeljen Drugoj ekspediciji na Kamčatku 1735. pod Vitusom Beringom. Smrću kapetana Yakutska Vasilija Prončiščeva 1736. godine, Bering je imenovao Lapteva šefom posade Yakutska i dao mu zadatak da ucrta obalu Arktičkog oceana od rijeke Lene prema istoku. Uz dopuštenje Beringa, Laptev se vratio u Sankt Peterburg na zimu. Drugi pokušaj sljedeće godine na sličan način nije uspio doći do istočnih flota ekspedicije.
Godine 1739. Laptev je bio zapovjednik ekspedicije koja je ucrtala regiju Anadir na krajnjem istoku kontinenta. Ekspedicija je u početku prošla loše i Yakutsk je vrlo brzo ostao zarobljen ledom. Te zime posada, predvođena Laptevom, bili su prvi Rusi koji su živjeli među autohtonim stanovništvom donjeg toka rijeke Indigirke. Seljani iz Russkoje Ustje pružili su ključnu hranu, pomoć, pa čak i premjestili brod na otvorenu vodu kada je došlo proljeće. Iako putovanje morem nikada nije dalo mnogo rezultata, Laptev i posada su napravili značajno mapiranje područja, često putem kopnenih putovanja i ekspedicija.
Nakon ekspedicije nastavio je vojnu službu u Baltičkoj floti. Laptev je unaprijeđen u čin viceadmirala 1762. i umirovljen je iste godine.

## Nasljeđe
Njegovo ime nose rt u delti rijeke Lene i tjesnac između otoka Boljšoj Ljahovski i azijskog kopna. Laptevsko more je također nazvano po Dmitriju Laptevu i njegovom rođaku i istraživaču Arktika, Haritonu Laptevu.